# Якоб ван Артевелде
Якоб ван Артевелде (нід. Jacob van Artevelde, бл.1290—24 липня 1345) — батько Філіппа ван Артевелде, провідник опозиції міст Фландрії супроти Франції (повстання 1337 року). Провадив політику нейтралітету у Сторічній війні. Зміцнення торгівлі з Англією привело до позиціонування Фландрії на боці Англії.
Якоба ван Артевелде було вбито під час повстання гентських мешканців.